# Осады Борисова
Осады Борисова — две осады войсками Речи Посполитой русского гарнизона в городе Борисов в 1660 и 1661—1662 годах в период Русско-польской войны 1654—1667.
Первая осада произошла в июле-августе 1660 года. Войска Великого гетмана Стефана Чарнецкого потерпели неудачу благодаря стойкости гарнизона, насчитывавшего всего 900 человек, и сняли осаду с города.
В феврале-марте 1661 года город был вновь осаждён. Первоначально Чарнецкий планировал взять город внезапной атакой, но это не удалось. Гарнизон под командой воеводы Кирилла Осиповича Хлопова подготовился к осаде и «кругом города Борисова на Березыне скалывал лёд, и на городовой стене караулы были беспрестанные так же, как было в прежней осаде при Чернецком, чтоб польским и литовским людям прийти к городу Борисову безвестно не мочно». В течение 1660 года воевода произвёл укрепления фортификаций. Был выкопан оборонительный ров шириной 7 и глубиной 4 сажени, который дополнительно укрепили частоколом. Стены города обложили дёрном, чтобы её «зажечь было не мочно». Возвели земляные башни и «нарубили стены деревянные с обламами и бойницами и поделали в башнях раскаты для пушечной стрельбы и подошвенного бою в приступное время и для городовой очистки».
Чарнецкий взял город в осаду, которая продлилась полтора года. К июню 1661 года в городе, постоянно находившемся в осаде, начала складываться критическая ситуация. 27 июня Хлопов писал Государю: «К Менску и Борисову учали польские и литовские люди через реку Березыню переправляться, и я, холоп твой, видя в Борисове малолюдство, острогу всего держать нечем, две доли острогу выжег, а треть острогу в прибавку к городу по ворота укрепя, большою крепостью оставил для воды и твоих, великого государя, хлебных запасов..., а всего острогу было выжечь нельзя, чтоб к острогу и городу проток из Березыни, а из того протоку воду емлють в город».
Постепенно, силы обороняющихся таяли, польские войска постепенно занимали городской посад. В этой ситуации воевода принял решение сжечь посад, «чтобы польским и литовским людям пристанища не было».
1 июля 1661 года к Борисову возвратились основные силы Чарнецкого и литовская пехота Павла Сапеги. В августе польские войска вновь попытались взять город штурмом, но и эта попытка провалилась.  Когда к июлю 1662 года у гарнизона закончился провиант, воевода Кирилл Осипович принял решение уйти из города. 9 июля 1662 года русские войска, со всеми пушками, запасами и казной, скрытно оставили город.